# Liga Nacional de Básquetbol 2015-16
La Temporada 2015-16 de la Liga Nacional DirecTV by Spalding será la sexta de la historia de la competición chilena de básquetbol. El campeonato comenzará en octubre de 2015 con un formato de todos contra todos en partidos a ida y vuelta, dando paso a los playoffs las primeras semanas del año 2016, donde entrarán los primeros ocho equipos de la tabla. El equipo que resulte campeón clasificará a la Liga Sudamericana de Clubes 2016.
Además se dejó establecido por primera vez que 10 clubes de esta temporada serían escogidos como franquicias, y los últimos 2 cupos se definirían en cancha en Libcentro 2015 y Liga SAESA 2015 respectivamente. Estos clubes fueron Municipal Puente Alto y Puerto Varas.

## Antecedentes
En esta temporada se ha extendido el plazo de inscripción de plantilla de jugadores, el 18 de noviembre vencerá el plazo para completar el listado de participantes de cada club que participara de este torneo. Cambien se estableció como fecha límite para cambiar extranjeros, esta será el 30 del mismo mes.
Esta será la primera temporada en que la famosa marca Spalding que también es el balón oficial de la LNB, diseño un balo personalizado en cuero y la primera en Latinoamérica. Este balo es el TF-1000 LNB el cual saldrá al mercado una réplica de goma para todos los fanáticos.

## Sistema de campeonato
La temporada constará en 2 fases: La Fase Nacional y los Playoffs, los cuales constan de los cuartos de final, las semifinales y las finales, que al finalizar constituirán al campeón del básquetbol chileno. En esta edición, será la primera vez que se implementara el formato en cuartos de final y semifinal al mejor de 5 partidos y las finales al mejor de 7.

### Fase Nacional
Los 12 equipos que disputarán el campeonato jugarán 22 fechas de todos contra todos. En primera instancia la Fase Nacional que a su vez está dividida en 3 etapas: primera ronda, interpareja y segunda ronda.
En primera rueda: se medirán en encuentros de ida así conformando la primera rueda de temporada regular que consta de 10 fechas y partidos jugados. interpareja: Enseguida en la fecha 14 y 15 se jugaran los partidos interpareja en el que cada equipo jugara con el club más cercano a su ciudad partidos de ida y vuelta. 
segunda rueda: En esta última rueda también consta de 10 fechas, en la que todos los equipos jugaran los partidos de vuelta.
Los ocho mejores equipos clasifican a la siguiente fase, los play-offs.

### Playoffs
Los ocho equipos clasificados jugarán la primera fase de los play-offs, denominados cuartos de final y se ordenarán de tal forma que el mejor de ellos se enfrente al último de los ocho, siendo las llaves de los cuartos los cruces del 1-8, 2-7, 3-6 y 4-5, en enfrentamientos al mejor de 5 partidos. Luego de esto, los 4 clasificados a las semifinales se enfrentan al mejor de cinco encuentros, dando paso a las finales los 2 cuadros ganadores de las semis. Las finales de la liga se definirán por primera vez en la historia al mejor de 7 encuentros.

## Equipos participantes
Se enfrentaran equipos que van desde la región de Valparaíso hasta la Región de los Lagos. 12 equipos darán vida a esta temporada. En esta temporada se cuenta con la presencia de 10 clubes franquiciados y 2 queganaron sus cupos en cancha: Municipal Puente Alto de la Libcentro 2015 y Puerto Varas de la Liga SAESA 2015.
| ABA Ancud                     | Ancud        | Gimnasio Fiscal de Ancud          |  |  |
| Colegio Los Leones de Quilpué | Quilpué      | Gimnasio Colegio Los Leones       |  |  |
| Colo-Colo                     | Quilicura    | Gimnasio Municipal Quilicura      |  |  |
| Deportes Castro               | Castro       | Gimnasio Municipal de Castro      |  |  |
| Club Deportivo Valdivia       | Valdivia     | Coliseo Antonio Azurmendy         |  |  |
| Español de Talca              | Talca        | Gimnasio Cendyr Sur               |  |  |
| Las Ánimas                    | Valdivia     | Coliseo Antonio Azurmendy         |  |  |
| Tinguiririca San Fernando     | San Fernando | Gimnasio Hermanos Maristas        |  |  |
| Universidad Católica          | Santiago     | Estadio Palestino                 |  |  |
| Universidad de Concepción     | Concepción   | Casa del Deporte                  |  |  |
| Municipal Puente Alto         | Puente Alto  | Gimnasio Municipal de Puente Alto |  |  |
| C.D.S.C. Puerto Varas         | Puerto Varas | Gimnasio Fiscal de Puerto Varas   |  |  |

| Región                                           | Cantidad |
| ------------------------------------------------ | -------- |
| Región Metropolitana de Santiago                 | 3        |
| Región de Los Lagos                              | 3        |
| Región de Los Ríos                               | 2        |
| Región de Valparaíso                             | 1        |
| Región del Maule                                 | 1        |
| Región del Libertador General Bernardo O'Higgins | 1        |
| Biobío                                           | 1        |

## Cambio de jugadores y entrenadores
| Tinguiririca San Fernando | Alan Heter Trinity Hall        | Brandon Crawford Luis Valera      |
| Club Deportivo Valdivia   | Theron Laudermill Arnold Louis | Mario Trevon Austin Jaleel Nelson |
| C.D.S.C. Puerto Varas     | Clinton Hardeman Jr Chad Adams | Jonathan Inman Jay Hook           |
| C. D. U Católica          | Jordan Clarke                  | Reggie Larry                      |
| Español de Talca          | Paul Davis                     | Dwight James McCombs              |
| Club Deportivo Valdivia   | Mario Trevon Austin            | Durrell Summers                   |
| Deportes Castro           | Nic Pederson                   | Robert McKiver                    |
| Colo-Colo                 | Ron Stokes                     | Adriano Machado                   |
| Tinguiririca San Fernando | Luis Valera                    | Keith Gayden                      |
| Colo-Colo                 | John Thomas                    | Kiyodsyy Balve                    |
| Universidad de Concepción | Tracy Robinson                 | John De Groat                     |

| Tinguiririca San Fernando | Diego Retes      | Claudio Lavín   |
| Deportes Castro           | Warren Espinosa  | Leonel Mendez   |
| C.D.S.C. Puerto Varas     | Gastón Fernández | Carlos Iglesias |

## Tabla general
Clave: Pts: Puntos; PJ: Partidos jugados; PG: Partidos ganados; PP: Partidos Perdidos; Dif: diferencia puntos a favor y en contra.
Fecha de actualización: 19 de diciembre de 2015
|  | Pos | Equipo                      | Pts | PJ | PG | PP | Dif  |
|  | --- | --------------------------- | --- | -- | -- | -- | ---- |
|  | 1   | C. D. U de Concepción       | 38  | 22 | 16 | 6  | 164  |
|  | 2   | C. D. Valdivia              | 36  | 22 | 14 | 8  | 124  |
|  | 3   | C. D. Las Ánimas            | 36  | 22 | 14 | 8  | -8   |
|  | 4   | ABA Ancud                   | 33  | 22 | 11 | 11 | 18   |
|  | 5   | C.D.S.C. Puerto Varas       | 33  | 22 | 11 | 11 | 35   |
|  | 6   | Leones de Quilpué           | 33  | 22 | 11 | 11 | 1    |
|  | 7   | Club Deportes Castro        | 32  | 22 | 10 | 12 | -34  |
|  | 8   | C. D. U Católica            | 31  | 22 | 9  | 13 | -72  |
|  | 9   | Español de Talca            | 31  | 22 | 9  | 13 | -65  |
|  | 10  | C. D. Puente Alto           | 29  | 22 | 7  | 15 | -104 |
|  | 11  | Tinguiririca San Fernando * | 9   | 22 | 11 | 11 | -14  |
|  | 12  | Colo Colo *                 | 8   | 22 | 9  | 13 | -45  |

En negrita los clasificados a los play-offs.
(*) A Colo Colo y Tinguiririca San Fernando  se le restaron 23 puntos debido a sueldos impagos

## Fechas de temporada regular

### Primera Rueda-Temporada Regular
| Colo-Colo                     | 94 - 87 | Deportes Castro           | Municipal Quilicura               | 3 de octubre | 20:00 | Archivo:2013-09-04 JJDDNN en directo a traves de CDO.jpg |
| Municipal Puente Alto         | 85 - 79 | ABA Ancud                 | Gimnasio Municipal de Puente Alto | 3 de octubre | 20:00 |                                                          |
| Colegio Los Leones de Quilpué | 93 - 84 | Las Ánimas                | Gimnasio Colegio Los Leones       | 3 de octubre | 20:00 |                                                          |
| Universidad Católica          | 76 - 70 | Universidad de Concepción | Estadio Palestino                 | 3 de octubre | 20:00 |                                                          |
| Club Deportivo Valdivia       | 78 - 73 | Español de Talca          | Coliseo Antonio Azurmendy         | 3 de octubre | 20:00 |                                                          |
| C.D.S.C. Puerto Varas         | 95 - 93 | Tinguiririca San Fernando | Gimnasio Fiscal de Puerto Varas   | 3 de octubre | 20:00 |                                                          |

| Colo-Colo                     | 89 - 76   | ABA Ancud                 | Municipal Quilicura               | 4 de octubre | 20:00 | Archivo:2013-09-04 JJDDNN en directo a traves de CDO.jpg |
| Municipal Puente Alto         | 86 - 89   | Deportes Castro           | Gimnasio Municipal de Puente Alto | 4 de octubre | 19:00 |                                                          |
| Universidad Católica          | 75 - 72   | Las Ánimas                | Estadio Palestino                 | 4 de octubre | 19:00 |                                                          |
| Colegio Los Leones de Quilpué | 86 - 95   | Universidad de Concepción | Gimnasio Colegio Los Leones       | 4 de octubre | 18:00 | Archivo:2013-09-04 JJDDNN en directo a traves de CDO.jpg |
| C.D.S.C. Puerto Varas         | 77 - 70   | Español de Talca          | Gimnasio Fiscal de Puerto Varas   | 4 de octubre | 19:00 |                                                          |
| Deportivo Valdivia            | 111 - 107 | Tinguiririca San Fernando | Coliseo Antonio Azurmendy         | 4 de octubre | 19:00 |                                                          |

| Español de Talca          | 85 - 75 | Municipal Puente Alto         | Gimnasio Cendyr Sur          | 10 de octubre | 20:00 |                                                          |
| Tinguiririca San Fernando | 78 - 89 | Colo-Colo                     | Gimnasio Hermanos Maristas   | 10 de octubre | 20:00 | Archivo:2013-09-04 JJDDNN en directo a traves de CDO.jpg |
| Las Ánimas                | 77 - 74 | Deportivo Valdivia            | Coliseo Antonio Azurmendy    | 10 de octubre | 20:00 |                                                          |
| Universidad de Concepción | 83 - 70 | C.D.S.C. Puerto Varas         | Casa del Deporte             | 10 de octubre | 18:00 | Archivo:2013-09-04 JJDDNN en directo a traves de CDO.jpg |
| ABA Ancud                 | 86 - 73 | Universidad Católica          | Gimnasio Fiscal de Ancud     | 10 de octubre | 20:00 |                                                          |
| Deportes Castro           | 97 - 84 | Colegio Los Leones de Quilpué | Gimnasio Municipal de Castro | 10 de octubre | 20:00 |                                                          |

| Español de Talca          | 101 - 93 | Colo-Colo                     | Gimnasio Cendyr Sur          | 11 de octubre | 19:00 |                                                          |
| Tinguiririca San Fernando | 81 - 77  | Municipal Puente Alto         | Gimnasio Hermanos Maristas   | 11 de octubre | 18:00 | Archivo:2013-09-04 JJDDNN en directo a traves de CDO.jpg |
| Universidad de Concepción | 90 - 76  | Deportivo Valdivia            | Casa del Deporte             | 11 de octubre | 20:00 |                                                          |
| Las Ánimas                | 94 - 90  | C.D.S.C. Puerto Varas         | Coliseo Antonio Azurmendy    | 11 de octubre | 19:00 |                                                          |
| ABA Ancud                 | 88 - 76  | Colegio Los Leones de Quilpué | Gimnasio Fiscal de Ancud     | 11 de octubre | 19:00 |                                                          |
| Deportes Castro           | 80 - 85  | Universidad Católica          | Gimnasio Municipal de Castro | 11 de octubre | 19:00 |                                                          |

| Universidad Católica          | 70 - 66  | Colo-Colo                 | Estadio Palestino               | 6 de noviembre | 20:00 | Archivo:2013-09-04 JJDDNN en directo a traves de CDO.jpg |
| Colegio Los Leones de Quilpué | 85 - 82  | Municipal Puente Alto     | Gimnasio Colegio Los Leones     | 17 de octubre  | 20:00 |                                                          |
| C.D.S.C. Puerto Varas         | 94 - 108 | ABA Ancud                 | Gimnasio Fiscal de Puerto Varas | 17 de octubre  | 18:00 | Archivo:2013-09-04 JJDDNN en directo a traves de CDO.jpg |
| Deportivo Valdivia            | 89 - 79  | Deportes Castro           | Coliseo Antonio Azurmendy       | 17 de octubre  | 20:30 |                                                          |
| Las Ánimas                    | 83 - 73  | Tinguiririca San Fernando | Coliseo Antonio Azurmendy       | 17 de octubre  | 20:00 |                                                          |
| Universidad de Concepción     | 84 - 55  | Español de Talca          | Casa del Deporte                | 17 de octubre  | 20:30 | Archivo:2013-09-04 JJDDNN en directo a traves de CDO.jpg |

| Colegio Los Leones de Quilpué | 85 - 87 | Colo-Colo                 | Gimnasio Colegio Los Leones     | 21 de octubre | 20:00 |                                                          |
| Universidad Católica          | 73 - 76 | Municipal Puente Alto     | Estadio Palestino               | 18 de octubre | 19:00 |                                                          |
| Deportivo Valdivia            | 84 - 85 | ABA Ancud                 | Coliseo Antonio Azurmendy       | 18 de octubre | 20:30 |                                                          |
| C.D.S.C. Puerto Varas         | 76 - 89 | Deportes Castro           | Gimnasio Fiscal de Puerto Varas | 18 de octubre | 18:00 | Archivo:2013-09-04 JJDDNN en directo a traves de CDO.jpg |
| Las Ánimas                    | 97 - 91 | Español de Talca          | Coliseo Antonio Azurmendy       | 18 de octubre | 19:00 |                                                          |
| Universidad de Concepción     | 99 - 72 | Tinguiririca San Fernando | Casa del Deporte                | 18 de octubre | 20:00 |                                                          |

| Municipal Puente Alto         | 79 - 84  | Deportivo Valdivia        | Gimnasio Municipal de Puente Alto | 24 de octubre | 18:00 | Archivo:2013-09-04 JJDDNN en directo a traves de CDO.jpg |
| Colo-Colo                     | 99 - 108 | C.D.S.C. Puerto Varas     | Municipal Quilicura               | 24 de octubre | 20:00 |                                                          |
| Colegio Los Leones de Quilpué | 92 - 87  | Tinguiririca San Fernando | Gimnasio Colegio Los Leones       | 24 de octubre | 20:00 |                                                          |
| Universidad Católica          | 61 - 59  | Español de Talca          | Estadio Palestino                 | 24 de octubre | 20:00 | Archivo:2013-09-04 JJDDNN en directo a traves de CDO.jpg |
| ABA Ancud                     | 87 - 90  | Las Ánimas                | Gimnasio Fiscal de Ancud          | 24 de octubre | 20:00 |                                                          |
| Deportes Castro               | 79 - 86  | Universidad de Concepción | Gimnasio Municipal de Castro      | 24 de octubre | 20:00 |                                                          |

| Colo-Colo                     | 82- 74   | Deportivo Valdivia        | Municipal Quilicura               | 25 de octubre | 18:00 | Archivo:2013-09-04 JJDDNN en directo a traves de CDO.jpg |
| Municipal Puente Alto         | 94 - 83  | C.D.S.C. Puerto Varas     | Gimnasio Municipal de Puente Alto | 25 de octubre | 20:00 |                                                          |
| Colegio Los Leones de Quilpué | 103 - 79 | Español de Talca          | Gimnasio Colegio Los Leones       | 25 de octubre | 19:00 |                                                          |
| Universidad Católica          | 74 - 75  | Tinguiririca San Fernando | Estadio Palestino                 | 25 de octubre | 19:00 |                                                          |
| Deportes Castro               | 94 - 76  | Las Ánimas                | Gimnasio Municipal de Castro      | 25 de octubre | 19:00 |                                                          |
| ABA Ancud                     | 83 - 92  | Universidad de Concepción | Gimnasio Fiscal de Ancud          | 25 de octubre | 19:00 |                                                          |

| Universidad de Concepción | 72 - 71   | Colo-Colo                     | Casa del Deporte                | 31 de octubre | 20:00 |                                                          |
| Las Ánimas                | 81 - 76   | Municipal Puente Alto         | Coliseo Antonio Azurmendy       | 31 de octubre | 18:00 | Archivo:2013-09-04 JJDDNN en directo a traves de CDO.jpg |
| Español de Talca          | 86 - 74   | ABA Ancud                     | Gimnasio Cendyr Sur             | 31 de octubre | 20:00 |                                                          |
| Tinguiririca San Fernando | 94 - 78   | Deportes Castro               | Gimnasio Hermanos Maristas      | 31 de octubre | 20:00 |                                                          |
| C.D.S.C. Puerto Varas     | 100 - 106 | Colegio Los Leones de Quilpué | Gimnasio Fiscal de Puerto Varas | 31 de octubre | 20:00 |                                                          |
| Deportivo Valdivia        | 90 - 82   | Universidad Católica          | Coliseo Antonio Azurmendy       | 31 de octubre | 20:00 | Archivo:2013-09-04 JJDDNN en directo a traves de CDO.jpg |

| Las Ánimas                | 83 - 81  | Colo-Colo                     | Coliseo Antonio Azurmendy       | 1 de noviembre | 20:00 |                                                          |
| Universidad de Concepción | 98 - 76  | Municipal Puente Alto         | Casa del Deporte                | 1 de noviembre | 19:00 |                                                          |
| Español de Talca          | 88 - 78  | Deportes Castro               | Gimnasio Cendyr Sur             | 1 de noviembre | 19:00 |                                                          |
| Tinguiririca San Fernando | 111 - 94 | ABA Ancud                     | Gimnasio Hermanos Maristas      | 1 de noviembre | 19:00 |                                                          |
| Deportivo Valdivia        | 69 - 70  | Colegio Los Leones de Quilpué | Coliseo Antonio Azurmendy       | 1 de noviembre | 18:00 | Archivo:2013-09-04 JJDDNN en directo a traves de CDO.jpg |
| C.D.S.C. Puerto Varas     | 97 - 70  | Universidad Católica          | Gimnasio Fiscal de Puerto Varas | 1 de noviembre | 19:00 |                                                          |

### Interparejas-Temporada Regular
| ABA Ancud                     | 90 - 82   | Deportes Castro           | Gimnasio Fiscal de Ancud          | 14 de noviembre | 20:00 | Archivo:2013-09-04 JJDDNN en directo a traves de CDO.jpg |
| Las Ánimas                    | 100 - 94  | Universidad de Concepción | Coliseo Antonio Azurmendy         | 14 de noviembre | 20:00 |                                                          |
| Tinguiririca San Fernando     | 101 - 100 | Español de Talca          | Gimnasio Hermanos Maristas        | 14 de noviembre | 20:00 |                                                          |
| C.D.S.C. Puerto Varas         | 78 - 82   | Deportivo Valdivia        | Gimnasio Fiscal de Puerto Varas   | 14 de noviembre | 20:00 |                                                          |
| Municipal Puente Alto         | 67 - 75   | Colo-Colo                 | Gimnasio Municipal de Puente Alto | 25 de noviembre | 20:30 |                                                          |
| Colegio Los Leones de Quilpué | 86 - 93   | Universidad Católica      | Gimnasio Colegio Los Leones       | 14 de noviembre | 18:00 | Archivo:2013-09-04 JJDDNN en directo a traves de CDO.jpg |

| Deportes Castro           | 99 - 88 | ABA Ancud                     | Gimnasio Municipal de Castro | 15 de noviembre | 18:00 | Archivo:2013-09-04 JJDDNN en directo a traves de CDO.jpg |
| Universidad de Concepción | 83 - 74 | Las Ánimas                    | Casa del Deporte             | 15 de noviembre | 19:00 |                                                          |
| Español de Talca          | 85 - 81 | Tinguiririca San Fernando     | Gimnasio Cendyr Sur          | 15 de noviembre | 19:00 |                                                          |
| Deportivo Valdivia        | 91 - 83 | C.D.S.C. Puerto Varas         | Coliseo Antonio Azurmendy    | 15 de noviembre | 20:30 |                                                          |
| Universidad Católica      | 85 - 91 | Colegio Los Leones de Quilpué | Estadio Palestino            | 15 de noviembre | 19:00 |                                                          |
| Colo-Colo                 | 65 - 69 | Municipal Puente Alto         | Municipal Quilicura          | 15 de noviembre | 20:00 |                                                          |

### Segunda Rueda-Temporada Regular
| Deportes Castro           | 96 - 86   | Colo-Colo                     | Gimnasio Municipal de Castro | 21 de noviembre | 18:00 | Archivo:2013-09-04 JJDDNN en directo a traves de CDO.jpg |
| ABA Ancud                 | 93 - 80   | Municipal Puente Alto         | Gimnasio Fiscal de Ancud     | 21 de noviembre | 20:00 |                                                          |
| Las Ánimas                | 83 - 90   | Colegio Los Leones de Quilpué | Coliseo Antonio Azurmendy    | 21 de noviembre | 19:00 |                                                          |
| Universidad de Concepción | 92 - 68   | Universidad Católica          | Casa del Deporte             | 21 de noviembre | 20:00 |                                                          |
| Español de Talca          | 142 - 140 | Deportivo Valdivia            | Gimnasio Cendyr Sur          | 21 de noviembre | 20:00 | Archivo:2013-09-04 JJDDNN en directo a traves de CDO.jpg |
| Tinguiririca San Fernando | 97 - 99   | C.D.S.C. Puerto Varas         | Gimnasio Hermanos Maristas   | 21 de noviembre | 20:00 |                                                          |

| ABA Ancud                 | 82 - 68 | Colo-Colo                     | Gimnasio Fiscal de Ancud     | 22 de noviembre | 18:00 | Archivo:2013-09-04 JJDDNN en directo a traves de CDO.jpg |
| Deportes Castro           | 72 - 90 | Municipal Puente Alto         | Gimnasio Municipal de Castro | 22 de noviembre | 19:00 |                                                          |
| Las Ánimas                | 90 - 85 | Universidad Católica          | Coliseo Antonio Azurmendy    | 22 de noviembre | 19:00 |                                                          |
| Universidad de Concepción | 85 - 89 | Colegio Los Leones de Quilpué | Casa del Deporte             | 22 de noviembre | 20:00 |                                                          |
| Español de Talca          | 77 - 82 | C.D.S.C. Puerto Varas         | Gimnasio Cendyr Sur          | 22 de noviembre | 19:00 |                                                          |
| Tinguiririca San Fernando | 82 - 73 | Deportivo Valdivia            | Gimnasio Hermanos Maristas   | 22 de noviembre | 19:00 |                                                          |

| Municipal Puente Alto         | 86 - 93  | Español de Talca          | Gimnasio Boston College         | 28 de noviembre | 23:00 (*) |                                                          |
| Colo-Colo                     | 82 - 84  | Tinguiririca San Fernando | Municipal Quilicura             | 28 de noviembre | 20:00     |                                                          |
| Deportivo Valdivia            | 92 - 76  | Las Ánimas                | Coliseo Antonio Azurmendy       | 28 de noviembre | 18:00     |                                                          |
| C.D.S.C. Puerto Varas         | 64 - 82  | Universidad de Concepción | Gimnasio Fiscal de Puerto Varas | 28 de noviembre | 20:00     | Archivo:2013-09-04 JJDDNN en directo a traves de CDO.jpg |
| Colegio Los Leones de Quilpué | 122 - 96 | Deportes Castro           | Gimnasio Colegio Los Leones     | 28 de noviembre | 20:00     |                                                          |
| Universidad Católica          | 89 - 70  | ABA Ancud                 | Estadio Palestino               | 28 de noviembre | 20:00     | Archivo:2013-09-04 JJDDNN en directo a traves de CDO.jpg |

| Colo-Colo                     | 95 - 73 | Español de Talca          | Municipal Quilicura               | 29 de noviembre | 19:00 |                                                          |
| Municipal Puente Alto         | 89 - 99 | Tinguiririca San Fernando | Gimnasio Municipal de Puente Alto | 29 de noviembre | 19:00 |                                                          |
| Deportivo Valdivia            | 88 - 75 | Universidad de Concepción | Coliseo Antonio Azurmendy         | 29 de noviembre | 19:00 |                                                          |
| C.D.S.C. Puerto Varas         | 97 - 84 | Las Ánimas                | Gimnasio Fiscal de Puerto Varas   | 29 de noviembre | 20:00 |                                                          |
| Universidad Católica          | 74 - 71 | Deportes Castro           | Estadio Palestino                 | 29 de noviembre | 18:00 | Archivo:2013-09-04 JJDDNN en directo a traves de CDO.jpg |
| Colegio Los Leones de Quilpué | 85 - 91 | ABA Ancud                 | Gimnasio Colegio Los Leones       | 29 de noviembre | 19:00 |                                                          |

| Colo-Colo                 | 78 - 69 | Universidad Católica          | Municipal Quilicura               | 5 de diciembre | 20:00 | Archivo:2013-09-04 JJDDNN en directo a traves de CDO.jpg |
| Municipal Puente Alto     | 81 - 74 | Colegio Los Leones de Quilpué | Gimnasio Municipal de Puente Alto | 5 de diciembre | 18:00 | Archivo:2013-09-04 JJDDNN en directo a traves de CDO.jpg |
| ABA Ancud                 | 92 - 85 | C.D.S.C. Puerto Varas         | Gimnasio Fiscal de Ancud          | 5 de diciembre | 20:00 |                                                          |
| Deportes Castro           | 91 - 87 | Deportivo Valdivia            | Gimnasio Municipal de Castro      | 5 de diciembre | 20:00 |                                                          |
| Tinguiririca San Fernando | 71 - 74 | Las Ánimas                    | Gimnasio Hermanos Maristas        | 5 de diciembre | 21:30 |                                                          |
| Español de Talca          | 64 - 76 | Universidad de Concepción     | Gimnasio Cendyr Sur               | 5 de diciembre | 20:00 |                                                          |

| Colo-Colo                 | 96 - 100 | Colegio Los Leones de Quilpué | Municipal Quilicura               | 6 de diciembre | 19:00 |                                                          |
| Municipal Puente Alto     | 79 - 70  | Universidad Católica          | Gimnasio Municipal de Puente Alto | 6 de diciembre | 20:00 |                                                          |
| ABA Ancud                 | 83 - 90  | Deportivo Valdivia            | Gimnasio Fiscal de Ancud          | 6 de diciembre | 19:00 |                                                          |
| Deportes Castro           | 95 - 86  | C.D.S.C. Puerto Varas         | Gimnasio Municipal de Castro      | 6 de diciembre | 19:00 |                                                          |
| Español de Talca          | 98 - 76  | Las Ánimas                    | Gimnasio Cendyr Sur               | 6 de diciembre | 18:00 | Archivo:2013-09-04 JJDDNN en directo a traves de CDO.jpg |
| Tinguiririca San Fernando | 100 - 76 | Universidad de Concepción     | Gimnasio Hermanos Maristas        | 6 de diciembre | 19:00 |                                                          |

| Deportivo Valdivia        | 99 - 74 | Municipal Puente Alto         | Coliseo Antonio Azurmendy       | 12 de diciembre | 20:00 |                                                          |
| C.D.S.C. Puerto Varas     | 86 - 61 | Colo-Colo                     | Gimnasio Fiscal de Puerto Varas | 12 de diciembre | 20:00 |                                                          |
| Tinguiririca San Fernando | 88 - 82 | Colegio Los Leones de Quilpué | Gimnasio Hermanos Maristas      | 12 de diciembre | 18:00 | Archivo:2013-09-04 JJDDNN en directo a traves de CDO.jpg |
| Español de Talca          | 78 - 88 | Universidad Católica          | Gimnasio Cendyr Sur             | 12 de diciembre | 20:00 | Archivo:2013-09-04 JJDDNN en directo a traves de CDO.jpg |
| Las Ánimas                | 85 - 77 | ABA Ancud                     | Coliseo Antonio Azurmendy       | 12 de diciembre | 20:00 |                                                          |
| Universidad de Concepción | 97 - 62 | Deportes Castro               | Casa del Deporte                | 12 de diciembre | 20:00 |                                                          |

| Deportivo Valdivia        | 101 - 65 | Colo-Colo                     | Coliseo Antonio Azurmendy       | 13 de diciembre | 19:00 |                                                          |
| C.D.S.C. Puerto Varas     | 103 - 60 | Municipal Puente Alto         | Gimnasio Fiscal de Puerto Varas | 13 de diciembre | 19:00 |                                                          |
| Español de Talca          | 92 - 74  | Colegio Los Leones de Quilpué | Gimnasio Cendyr Sur             | 13 de diciembre | 18:00 | Archivo:2013-09-04 JJDDNN en directo a traves de CDO.jpg |
| Tinguiririca San Fernando | 97 - 78  | Universidad Católica          | Gimnasio Hermanos Maristas      | 13 de diciembre | 19:00 |                                                          |
| Las Ánimas                | 82 - 75  | Deportes Castro               | Coliseo Antonio Azurmendy       | 13 de diciembre | 19:00 |                                                          |
| Universidad de Concepción | 83 - 81  | ABA Ancud                     | Casa del Deporte                | 13 de diciembre | 20:00 |                                                          |

| Colo-Colo                     | 84 - 68  | Universidad de Concepción | Municipal Quilicura               | 19 de diciembre | 20:00 |                                                          |
| Municipal Puente Alto         | 76 - 79  | Las Ánimas                | Gimnasio Municipal de Puente Alto | 19 de diciembre | 20:00 |                                                          |
| ABA Ancud                     | 87 - 71  | Español de Talca          | Gimnasio Fiscal de Ancud          | 19 de diciembre | 20:00 |                                                          |
| Deportes Castro               | 104 - 86 | Tinguiririca San Fernando | Gimnasio Municipal de Castro      | 19 de diciembre | 20:00 |                                                          |
| Colegio Los Leones de Quilpué | 81 - 87  | C.D.S.C. Puerto Varas     | Gimnasio Colegio Los Leones       | 19 de diciembre | 18:00 | Archivo:2013-09-04 JJDDNN en directo a traves de CDO.jpg |
| Universidad Católica          | 88 - 90  | Deportivo Valdivia        | Estadio Palestino                 | 19 de diciembre | 20:00 | Archivo:2013-09-04 JJDDNN en directo a traves de CDO.jpg |

| Colo-Colo                     | 71 - 93  | Las Ánimas                | Municipal Quilicura               | 20 de diciembre | 19:00 |                                                          |
| Municipal Puente Alto         | 66 - 72  | Universidad de Concepción | Gimnasio Municipal de Puente Alto | 20 de diciembre | 19:00 |                                                          |
| Deportes Castro               | 105 - 90 | Español de Talca          | Gimnasio Municipal de Castro      | 20 de diciembre | 19:00 |                                                          |
| ABA Ancud                     | 96 - 75  | Tinguiririca San Fernando | Gimnasio Fiscal de Ancud          | 20 de diciembre | 19:00 |                                                          |
| Colegio Los Leones de Quilpué | 95 - 102 | Deportivo Valdivia        | Gimnasio Colegio Los Leones       | 20 de diciembre | 20:00 |                                                          |
| Universidad Católica          | 72 - 75  | C.D.S.C. Puerto Varas     | Estadio Palestino                 | 20 de diciembre | 18:00 | Archivo:2013-09-04 JJDDNN en directo a traves de CDO.jpg |

## Fechas reprogramadas de temporada regular
- C. S. D. Colo Colo tuvo participación en la Liga Sudamericana de Clubes 2015 las fechas 12, 13 y 14 de octubre. Por esta razón los partidos de las fechas 5 y 6 (vs C. D. U Católica y Leones de Quilpué respectivamente) fueron reprogramadas.

- Por petición de Municipal Puente Alto el partido de la fecha 11 que jugaría contra C. S. D. Colo Colo fue reprogramada para el miércoles 25 de noviembre.

- (*) EL partido entre Municipal de Puente Alto y Español de Talca de la fecha 15 estaba programado en el Gimnasio Municipal de Puente Alto a las 20:00 pero debido a la ruptura del tablero el partido fue cambiado al gimnasio del Boston College a las 23:00.

## Playoffs
Los playoffs serán la postemporada de la LNB, en este caso se jugara cuartos de final al mejor de 5 partidos en el formato 2-2-1. En la llave 1 se enfrentara el primero en la tabla de temporada regular con el octavo, en la segunda llave el segundo con el séptimo y así sucesivamente hasta la cuarta llave. Se jugaran desde el 26 de diciembre hasta el 9 de enero del 2016. las semifinales se jugara al mejor de 5 partidos en el formato 2-2-1 desde el 16 de enero al 30 de enero. Y por último, las finales serán al mejor de 7 partidos en formato 2-2-1-1-1 desde el 6 de febrero al 5 de marzo, esta será la primera vez en la historia de la LNB que se jugara con este formato de 7 partidos.
|  | Cuartos de final              | Cuartos de final              | Cuartos de final              |                    |   | Semifinales                | Semifinales                | Semifinales                |  |   | Final                      | Final                      | Final                      |  |
|  | 26 de diciembre al 9 de enero | 26 de diciembre al 9 de enero | 26 de diciembre al 9 de enero |                    |   | 16 de enero al 30 de enero | 16 de enero al 30 de enero | 16 de enero al 30 de enero |  |   | 6 de febrero al 5 de marzo | 6 de febrero al 5 de marzo | 6 de febrero al 5 de marzo |  |
|  |                               |                               |                               |                    |   |                            |                            |                            |  |   |                            |                            |                            |  |
|  |                               |                               |                               |                    |   |                            |                            |                            |  |   |                            |                            |                            |  |
|  | 1                             | U de Concepción               | 3                             |                    |   |                            |                            |                            |  |   |                            |                            |                            |  |
|  | 1                             | U de Concepción               | 3                             |                    |   |                            |                            |                            |  |   |                            |                            |                            |  |
|  | 8                             | Universidad Católica          | 1                             |                    |   |                            |                            |                            |  |   |                            |                            |                            |  |
|  | 8                             | Universidad Católica          | 1                             |                    | 1 | U de Concepción            | 3                          |                            |  |   |                            |                            |                            |  |
|  |                               |                               |                               |                    | 1 | U de Concepción            | 3                          |                            |  |   |                            |                            |                            |  |
|  |                               |                               | 6                             | Leones de Quilpué  | 1 |                            |                            |                            |  |   |                            |                            |                            |  |
|  | 3                             | Las Ánimas                    | 6                             | Leones de Quilpué  | 1 | 0                          |                            |                            |  |   |                            |                            |                            |  |
|  | 3                             | Las Ánimas                    |                               |                    |   |                            |                            |                            |  |   |                            |                            |                            |  |
|  | 6                             | Leones de Quilpué             | 3                             |                    |   |                            |                            |                            |  |   |                            |                            |                            |  |
|  | 6                             | Leones de Quilpué             | 3                             |                    |   |                            |                            |                            |  | 1 | U de Concepción            | 2                          |                            |  |
|  |                               |                               |                               |                    |   |                            |                            |                            |  | 1 | U de Concepción            | 2                          |                            |  |
|  |                               |                               | 2                             | Deportivo Valdivia | 4 |                            |                            |                            |  |   |                            |                            |                            |  |
|  | 2                             | Deportivo Valdivia            | 2                             | Deportivo Valdivia | 4 | 3                          |                            |                            |  |   |                            |                            |                            |  |
|  | 2                             | Deportivo Valdivia            |                               |                    |   |                            |                            |                            |  |   |                            |                            |                            |  |
|  | 7                             | Club Deportes Castro          | 0                             |                    |   |                            |                            |                            |  |   |                            |                            |                            |  |
|  | 7                             | Club Deportes Castro          | 0                             |                    | 2 | Deportivo Valdivia         | 3                          |                            |  |   |                            |                            |                            |  |
|  |                               |                               |                               |                    | 2 | Deportivo Valdivia         | 3                          |                            |  |   |                            |                            |                            |  |
|  |                               |                               | 4                             | ABA Ancud          | 0 |                            |                            |                            |  |   |                            |                            |                            |  |
|  | 4                             | ABA Ancud                     | 4                             | ABA Ancud          | 0 | 3                          |                            |                            |  |   |                            |                            |                            |  |
|  | 4                             | ABA Ancud                     |                               |                    |   |                            |                            |                            |  |   |                            |                            |                            |  |
|  | 5                             | C.D.S.C. Puerto Varas         | 2                             |                    |   |                            |                            |                            |  |   |                            |                            |                            |  |
|  | 5                             | C.D.S.C. Puerto Varas         | 2                             |                    |   |                            |                            |                            |  |   |                            |                            |                            |  |
|  |                               |                               |                               |                    |   |                            |                            |                            |  |   |                            |                            |                            |  |

## Cuartos de final-LNB

### U de Concepciónvs.Universidad Católica
| 26 de diciembre de 2015 | U de Concepción                                                    | 76–59                | Universidad Católica                                          | |  |  |
|                         | Parciales: 20 - 16 22 - 18 16 - 17 18 - 8                          |                      |                                                               | |  |  |
|                         | Estadísticas Yamene Coleman 15 Yamene Coleman 12 CLAUDIO NARANJO 6 | Reporte Pts Reb Asts | Estadísticas 16 REGINALD LARRY 11 REGINALD LARRY 4 ERIK BUGGS | Pabellón: Casa del Deporte, Concepción · Árbitros: Pedro Vásquez, · Felipe Ibarra · Televisión: Archivo:2013-09-04 JJDDNN en directo a traves de CDO.jpg · |  |  |
| serie 1-0               |                                                                    |                      |                                                               | |  |  |
|                         |                                                                    |                      |                                                               | |  |  |

| 27 de diciembre de 2015 | U de Concepción                                                | 83–69                | Universidad Católica                                                        | |  |  |
|                         | Parciales: 27 - 20 11 - 22 22 - 16 23 - 11                     |                      |                                                                             | |  |  |
|                         | Estadísticas TRACY ROBINSON 21 Yamene Coleman 18 DIEGO SILVA 6 | Reporte Pts Reb Asts | Estadísticas 36 ERIK BUGGS 8 ERIK BUGGS 16 MARCO LATORRE, MANUEL BARRIENTOS | Pabellón: Casa del Deporte, Concepción · Árbitros: Felipe Ibarra, · Pablo Mardones · Televisión: Archivo:2013-09-04 JJDDNN en directo a traves de CDO.jpg · |  |  |
| serie 2-0               |                                                                |                      |                                                                             | |  |  |
|                         |                                                                |                      |                                                                             | |  |  |

| 2 de enero de 2016 | Universidad Católica                                                                                     | 97–90                | U de Concepción                                                                | |  |  |
|                    | Parciales: 16 - 12 8 - 7 24 - 28 19 - 20 14 - 14 16 - 9                                                  |                      |                                                                                | |  |  |
|                    | Estadísticas REGINALD LARRY 45 REGINALD LARRY 14 Christian Díaz Horzella, ERIK BUGGS, FELIPE CONTRERAS 2 | Reporte Pts Reb Asts | Estadísticas 23 TRACY ROBINSON 12 TRACY ROBINSON, Yamene Coleman 3 DIEGO SILVA | Pabellón: Estadio Palestino, Santiago · Árbitros: Pedro Vásquez, · Felipe Valenzuela · Televisión: Archivo:2013-09-04 JJDDNN en directo a traves de CDO.jpg · |  |  |
| serie 1-2          | |                      |                                                                                | |  |  |
|                    | |                      |                                                                                | |  |  |

| 3 de enero de 2016 | Universidad Católica                                                          | 59–91                | U de Concepción                                                   | |  |  |
|                    | Parciales: 18 - 16 7 - 21 17 - 22 17 - 32                                     |                      |                                                                   | |  |  |
|                    | Estadísticas REGINALD LARRY 26 REGINALD LARRY 8 DANIEL RAMIREZ, ERIK BUGGS, 2 | Reporte Pts Reb Asts | Estadísticas 20 TRACY ROBINSON 15 Yamene Coleman 4 TRACY ROBINSON | Pabellón: Estadio Palestino, Santiago · Árbitros: Sebastian Negron, · Felipe Ibarra · Televisión: Archivo:2013-09-04 JJDDNN en directo a traves de CDO.jpg · |  |  |
| serie 1-3          |                                                                               |                      |                                                                   | |  |  |
|                    |                                                                               |                      |                                                                   | |  |  |

U de Concepción gana la serie por 3-1.

### Las Ánimasvs.Leones de Quilpué
| 26 de diciembre de 2015 | Las Ánimas                                                                        | 74–106               | Leones de Quilpué                                                         | |  |  |
|                         | Parciales: 17 - 28 23 - 13 16 - 32 18 - 33                                        |                      |                                                                           | |  |  |
|                         | Estadísticas Terrel Taylor 35 TERRANCE THOMAS 15 TERRANCE THOMAS, NICOLAS ULLOA 2 | Reporte Pts Reb Asts | Estadísticas 33 Stanley Robinson 11 Stanley Robinson 7 SEBASTIAN FIGUEROA | Pabellón: Coliseo Municipal Antonio Azurmendy Riveros, Valdivia Árbitros: Sebastian Negron, Rodrigo Oliveros |  |  |
| serie 0-1               |                                                                                   |                      |                                                                           | |  |  |
|                         |                                                                                   |                      |                                                                           | |  |  |

| 27 de diciembre de 2015 | Las Ánimas                                                         | 77–78                | Leones de Quilpué                                                      | |  |  |
|                         | Parciales: 16 - 19 15 - 18 26 - 19 20 - 22                         |                      |                                                                        | |  |  |
|                         | Estadísticas Terrel Taylor 24 TERRANCE THOMAS 17 TERRANCE THOMAS 6 | Reporte Pts Reb Asts | Estadísticas 25 Stanley Robinson 11 TRAVELE JONES 4 SEBASTIAN FIGUEROA | Pabellón: Coliseo Municipal Antonio Azurmendy Riveros, Valdivia · Árbitros: Miguel Bravo, · Carlos Ramírez · Televisión: Archivo:2013-09-04 JJDDNN en directo a traves de CDO.jpg · |  |  |
| serie 0-2               |                                                                    |                      |                                                                        | |  |  |
|                         |                                                                    |                      |                                                                        | |  |  |

| 2 de enero de 2016 | Leones de Quilpué                                                                                 | 108–74               | Las Animas                                                    |                                                                                       |  |  |
|                    | Parciales: 26 - 22 34 - 15 22 - 24 26 - 13                                                        |                      |                                                               |                                                                                       |  |  |
|                    | Estadísticas TRAVELE JONES 32 HECTOR GOMEZ, DARROL JONES 7 Stanley Robinson, SEBASTIAN FIGUEROA 4 | Reporte Pts Reb Asts | Estadísticas 30 Terrel Taylor 9 Terrel Taylor 3 NICOLAS ULLOA | Pabellón: Gimnasio Colegio Los Leones, Quilpué Árbitros: Miguel Bravo, Cristian Espoz |  |  |
| serie 3-0          |                                                                                                   |                      |                                                               |                                                                                       |  |  |
|                    |                                                                                                   |                      |                                                               |                                                                                       |  |  |

Leones de Quilpué gana la serie por 3-0.

### Deportivo Valdiviavs.Club Deportes Castro
| 26 de diciembre de 2015 | Deportivo Valdivia                                                  | 110–81               | Club Deportes Castro                                                                   | |  |  |
|                         | Parciales: 26 - 21 26 - 22 32 - 15 26 - 23                          |                      |                                                                                        | |  |  |
|                         | Estadísticas Durrell Summers 31 ARNOLD M. LOUIS 13 Erik Carrasco 16 | Reporte Pts Reb Asts | Estadísticas 17 JUAN FONTENA, EMMANUEL I. OKOYE 7 EMMANUEL I. OKOYE 4 CLAUDIO GALLARDO | Pabellón: Coliseo Municipal Antonio Azurmendy Riveros, Valdivia · Árbitros: Miguel Bravo, · Pablo Mardones · Televisión: Archivo:2013-09-04 JJDDNN en directo a traves de CDO.jpg · |  |  |
| serie 1-0               |                                                                     |                      |                                                                                        | |  |  |
|                         |                                                                     |                      |                                                                                        | |  |  |

| 27 de diciembre de 2015 | Deportivo Valdivia                                                  | 96–83                | Club Deportes Castro                                                | |  |  |
|                         | Parciales: 17 - 17 26 - 17 30 - 30 23 - 19                          |                      |                                                                     | |  |  |
|                         | Estadísticas ARNOLD M. LOUIS 35 ARNOLD M. LOUIS 14 Erik Carrasco 12 | Reporte Pts Reb Asts | Estadísticas 28 ROBERT MC KIVER 15 EMMANUEL OKOYE 4 ROBERT MC KIVER | Pabellón: Coliseo Municipal Antonio Azurmendy Riveros, Valdivia Árbitros: Pedro Vásquez, Christian Espoz |  |  |
| serie 2-0               |                                                                     |                      |                                                                     | |  |  |
|                         |                                                                     |                      |                                                                     | |  |  |

| 2 de enero de 2016 | Club Deportes Castro                                                | 81–95                | Deportivo Valdivia                                                  |                                                                                  |  |  |
|                    | Parciales: 12 - 23 28 - 18 22 - 29 19 - 25                          |                      |                                                                     |                                                                                  |  |  |
|                    | Estadísticas EMMANUEL OKOYE 27 EMMANUEL OKOYE 14 CLAUDIO GALLARDO 4 | Reporte Pts Reb Asts | Estadísticas 34 ARNOLD M. LOUIS 12 ARNOLD M. LOUIS 10 Erik Carrasco | Pabellón: Gimnasio Fiscal de Castro, Castro Árbitros: Jose Carrasco, Juan Rivera |  |  |
| serie 0-3          |                                                                     |                      |                                                                     |                                                                                  |  |  |
|                    |                                                                     |                      |                                                                     |                                                                                  |  |  |

Deportes Valdivia gana la serie por 3-0.

### ABA Ancudvs.C.D.S.C. Puerto Varas
| 26 de diciembre de 2015 | ABA Ancud                                                        | 90–98                | C.D.S.C. Puerto Varas                                                        |                                                                                    |  |  |
|                         | Parciales: 14 - 16 26 - 30 25 - 26                               |                      |                                                                              |                                                                                    |  |  |
|                         | Estadísticas Evandro Arteaga 26 AKEEM W SCOTT 8 PEDRO SANDOVAL 5 | Reporte Pts Reb Asts | Estadísticas 31 JARIUS K. HOOK 8 RENATO VERA, JONATHAN INMAN 5 RONALD CRUCES | Pabellón: Gimnasio Fiscal de Ancud, Ancud Árbitros: Cristian Espoz, Carlos Ramírez |  |  |
| serie 0-1               |                                                                  |                      |                                                                              |                                                                                    |  |  |
|                         |                                                                  |                      |                                                                              |                                                                                    |  |  |

| 27 de diciembre de 2015 | ABA Ancud                                                                       | 86–76                | C.D.S.C. Puerto Varas                                                      |                                                                                      |  |  |
|                         | Parciales: 24 - 21 22 - 14 19 - 23 21 - 18                                      |                      |                                                                            |                                                                                      |  |  |
|                         | Estadísticas Evandro Arteaga, JUAN CORONADO 20 JUAN CORONADO 11 AKEEM W SCOTT 6 | Reporte Pts Reb Asts | Estadísticas 24 RENATO VERA 9 RENATO VERA 8 MARQUIS JOHNSON, RODRIGO MUÑOZ | Pabellón: Gimnasio Fiscal de Ancud, Ancud Árbitros: Sebastian Negron, Rodrigo Robles |  |  |
| serie 1-1               |                                                                                 |                      |                                                                            |                                                                                      |  |  |
|                         |                                                                                 |                      |                                                                            |                                                                                      |  |  |

| 2 de enero de 2016 | C.D.S.C. Puerto Varas                                                        | 79–81                | ABA Ancud                                                      | |  |  |
|                    | Parciales: 19 - 31 27 - 17 19 - 14 14 - 19                                   |                      |                                                                | |  |  |
|                    | Estadísticas RONALD CRUCES 17 JARIUS K. HOOK 10 RENATO VERA, RODRIGO MUÑOZ 3 | Reporte Pts Reb Asts | Estadísticas 32 AKEEM W SCOTT 15 JUAN CORONADO 4 AKEEM W SCOTT | Pabellón: Gimnasio Fiscal de Puerto Varas, Puerto Varas · Árbitros: Rodrigo Oliveros, · Álex Morales · Televisión: Archivo:2013-09-04 JJDDNN en directo a traves de CDO.jpg · |  |  |
| serie 1-2          |                                                                              |                      |                                                                | |  |  |
|                    |                                                                              |                      |                                                                | |  |  |

| 3 de enero de 2016 | C.D.S.C. Puerto Varas                                                          | 95–80                | ABA Ancud                                                                        | |  |  |
|                    | Parciales: 18 - 25 22 - 10 24 - 27 31 - 18                                     |                      |                                                                                  | |  |  |
|                    | Estadísticas RONALD CRUCES 22 JONATHAN INMAN 16 RONALD CRUCES, RODRIGO MUÑOZ 3 | Reporte Pts Reb Asts | Estadísticas 35 AKEEM W SCOTT 20 JUAN CORONADO 2 SERGIO CARDENAS, PEDRO SANDOVAL | Pabellón: Gimnasio Fiscal de Puerto Varas, Puerto Varas · Árbitros: Alex Morales, · Rodrigo Robles · Televisión: Archivo:2013-09-04 JJDDNN en directo a traves de CDO.jpg · |  |  |
| serie 2-2          |                                                                                |                      |                                                                                  | |  |  |
|                    |                                                                                |                      |                                                                                  | |  |  |

| 10 de enero de 2016 | ABA Ancud                                                                       | 98–91                | C.D.S.C. Puerto Varas                                           | |  |  |
|                     | Parciales: 24 - 20 27 - 11 16 - 24 13 - 25 18 - 11                              |                      |                                                                 | |  |  |
|                     | Estadísticas AKEEM W SCOTT, Evandro Arteaga 24 JUAN CORONADO 24 AKEEM W SCOTT 6 | Reporte Pts Reb Asts | Estadísticas 20 RONALD CRUCES 13 JONATHAN INMAN 6 RONALD CRUCES | Pabellón: Gimnasio Fiscal de Ancud, Ancud · Árbitros: Carlos Ramírez, · Cristian Espoz · Televisión: Archivo:2013-09-04 JJDDNN en directo a traves de CDO.jpg · |  |  |
| serie 3-2           |                                                                                 |                      |                                                                 | |  |  |
|                     |                                                                                 |                      |                                                                 | |  |  |

ABA Ancud gana la serie por 3-2.

## Semifinales-LNB

### U de ConcepciónvsLeones de Quilpué
| 23 de enero de 2016 | U de Concepción                                                 | 85–67                | Leones de Quilpué                                                   | |  |  |
|                     | Parciales: 26 - 17 16 - 18 20 - 15 23 - 17                      |                      |                                                                     | |  |  |
|                     | Estadísticas TRACY ROBINSON 18 Yamene Coleman 11 Patrick Sáez 8 | Reporte Pts Reb Asts | Estadísticas 25 TRAVELE JONES 11 TRAVELE JONES 8 SEBASTIAN FIGUEROA | Pabellón: Casa del Deporte, Concepción · Árbitros: Cristian Spoz, · Pablo Mardones, · Juan Rivera · Televisión: Archivo:2013-09-04 JJDDNN en directo a traves de CDO.jpg · |  |  |
| serie 1-0           |                                                                 |                      |                                                                     | |  |  |
|                     |                                                                 |                      |                                                                     | |  |  |

| 24 de enero de 2016 | U de Concepción                                                 | 95–80                | Leones de Quilpué                                                     | |  |  |
|                     | Parciales: 24 - 18 32 - 24 18 - 22 21 - 16                      |                      |                                                                       | |  |  |
|                     | Estadísticas TRACY ROBINSON 24 Yamene Coleman 9 Patrick Sáez 10 | Reporte Pts Reb Asts | Estadísticas 19 Stanley Robinson 8 TRAVELE JONES 7 SEBASTIAN FIGUEROA | Pabellón: Casa del Deporte, Concepción · Árbitros: Carlos Ramírez, · Felipe Valenzuela, · Álex Morales · Televisión: Archivo:2013-09-04 JJDDNN en directo a traves de CDO.jpg · |  |  |
| serie 2-0           |                                                                 |                      |                                                                       | |  |  |
|                     |                                                                 |                      |                                                                       | |  |  |

| 30 de enero de 2016 | Leones de Quilpué                                                     | 97–81                | U de Concepción                                                 | |  |  |
|                     | Parciales: 28 - 18 21 - 14 23 - 25 25 - 24                            |                      |                                                                 | |  |  |
|                     | Estadísticas TOMAS ALVAREZ 24 Stanley Robinson 9 SEBASTIAN FIGUEROA 6 | Reporte Pts Reb Asts | Estadísticas 21 TRACY ROBINSON 9 Yamene Coleman 3 CARLOS LAULER | Pabellón: Gimnasio Colegio Los Leones, Quilpué · Árbitros: Pedro Vásquez, · Sebastian Negron, · Felipe Valenzuela · Televisión: Archivo:2013-09-04 JJDDNN en directo a traves de CDO.jpg · |  |  |
| serie 1-2           |                                                                       |                      |                                                                 | |  |  |
|                     |                                                                       |                      |                                                                 | |  |  |

| 31 de enero de 2016 | Leones de Quilpué                                                                       | 68–102               | U de Concepción                                                 | |  |  |
|                     | Parciales: 16 - 30 9 - 20 19 - 22 24 - 30                                               |                      |                                                                 | |  |  |
|                     | Estadísticas TRAVELE JONES 14 SEBASTIAN FIGUEROA, Stanley Robinson 5 Stanley Robinson 4 | Reporte Pts Reb Asts | Estadísticas 22 TRACY ROBINSON 19 Yamene Coleman 4 Patrick Sáez | Pabellón: Gimnasio Colegio Los Leones, Quilpué · Árbitros: Sebastian Negron, · Christian Espoz, · Jose Carrasco · Televisión: Archivo:2013-09-04 JJDDNN en directo a traves de CDO.jpg · |  |  |
| serie 1-3           |                                                                                         |                      |                                                                 | |  |  |
|                     |                                                                                         |                      |                                                                 | |  |  |

U de Concepción gana la serie por 3-1.

### Deportivo ValdiviavsABA Ancud
| 16 de enero de 2016 | Deportivo Valdivia                                           | 96–85                | ABA Ancud                                                 | |  |  |
|                     | Parciales: 20 - 22 25 - 11 34 - 25 17 - 27                   |                      |                                                           | |  |  |
|                     | Estadísticas ARNOLD LOUIS 23 ARNOLD LOUIS 29 Erik Carrasco 8 | Reporte Pts Reb Asts | Estadísticas 30 AKEEM SCOTT 9 JUAN CORONADO 5 AKEEM SCOTT | Pabellón: Coliseo Antonio Azurmendy, Valdivia · Árbitros: Miguel Bravo, · Pedro Vásquez, · Jose Carrasco · Televisión: Archivo:2013-09-04 JJDDNN en directo a traves de CDO.jpg · |  |  |
| serie 1-0           |                                                              |                      |                                                           | |  |  |
|                     |                                                              |                      |                                                           | |  |  |

| 17 de enero de 2016 | Deportivo Valdivia                                           | 95–84                | ABA Ancud                                                                   | |  |  |
|                     | Parciales: 23 - 23 20 - 23 27 - 23 25 - 15                   |                      |                                                                             | |  |  |
|                     | Estadísticas ARNOLD LOUIS 29 ARNOLD LOUIS 15 Erik Carrasco 8 | Reporte Pts Reb Asts | Estadísticas 22 AKEEM SCOTT, JUAN CORONADO 9 JUAN CORONADO 5 PEDRO SANDOVAL | Pabellón: Coliseo Antonio Azurmendy, Valdivia · Árbitros: Felipe Valenzuela, · Felipe Ibarra, · Rodrigo Oliveros · Televisión: Archivo:2013-09-04 JJDDNN en directo a traves de CDO.jpg · |  |  |
| serie 2-0           |                                                              |                      |                                                                             | |  |  |
|                     |                                                              |                      |                                                                             | |  |  |

| 23 de enero de 2016 | ABA Ancud                                                                   | 89–92                | Deportivo Valdivia                                                    | |  |  |
|                     | Parciales: 29 - 21 17 - 29 19 - 24 24 - 18                                  |                      |                                                                       | |  |  |
|                     | Estadísticas PEDRO SANDOVAL 25 AKEEM SCOTT 11 AKEEM SCOTT, PEDRO SANDOVAL 3 | Reporte Pts Reb Asts | Estadísticas 35 Durrell Summers 10 Durrell Summers 4 SEBASTIAN SUAREZ | Pabellón: Gimnasio Fiscal de Ancud, Ancud · Árbitros: · Televisión: Archivo:2013-09-04 JJDDNN en directo a traves de CDO.jpg · |  |  |
| serie 0-3           |                                                                             |                      |                                                                       | |  |  |
|                     |                                                                             |                      |                                                                       | |  |  |

Deportivo Valdivia gana la serie por 3-0.

## Finales-LNB

### U de ConcepciónvsDeportivo Valdivia
| 6 de febrero de 2016 | U de Concepción                                                | 89–82                | Deportivo Valdivia                                              | |  |  |
|                      | Parciales: 22 - 15 19 - 24 25 - 23 23 - 20                     |                      |                                                                 | |  |  |
|                      | Estadísticas Yamene Coleman 25 Yamene Coleman 9 Patrick Sáez 7 | Reporte Pts Reb Asts | Estadísticas 32 SEBASTIAN SUAREZ 9 ARNOLD LOUIS 5 Erik Carrasco | Pabellón: Casa del Deporte, Concepción · Árbitros: Pedro Vásquez, · Felipe Ibarra, · Rodrigo Oliveros · Televisión: Archivo:2013-09-04 JJDDNN en directo a traves de CDO.jpg · |  |  |
| serie 1-0            |                                                                |                      |                                                                 | |  |  |
|                      |                                                                |                      |                                                                 | |  |  |

| 7 de febrero de 2016 | U de Concepción                                                                  | 82–57                | Deportivo Valdivia                                                | |  |  |
|                      | Parciales: 21 - 13 14 - 14 25 - 18 22 - 12                                       |                      |                                                                   | |  |  |
|                      | Estadísticas TRACY ROBINSON, CLAUDIO CABRERA 19 TRACY ROBINSON 11 Patrick Sáez 5 | Reporte Pts Reb Asts | Estadísticas 24 Durrell Summers 6 Durrell Summers 6 Erik Carrasco | Pabellón: Casa del Deporte, Concepción · Árbitros: Felipe Valenzuela, · Pedro Vásquez, · Cristian Espoz · Televisión: Archivo:2013-09-04 JJDDNN en directo a traves de CDO.jpg · |  |  |
| serie 2-0            |                                                                                  |                      |                                                                   | |  |  |
|                      |                                                                                  |                      |                                                                   | |  |  |

| 13 de febrero de 2016 | Deportivo Valdivia                                               | 88–86                | U de Concepción                                                 | |  |  |
|                       | Parciales: 24 - 17 24 - 29 25 - 22 15 - 18                       |                      |                                                                 | |  |  |
|                       | Estadísticas SEBASTIAN SUAREZ 28 ARNOLD LOUIS 10 Erik Carrasco 7 | Reporte Pts Reb Asts | Estadísticas 22 TRACY ROBINSON 10 TRACY ROBINSON 5 Patrick Sáez | Pabellón: Coliseo Antonio Azurmendy, Valdivia · Árbitros: Miguel Bravo, · Jose Carrasco, · Sebastian Negron · Televisión: Archivo:2013-09-04 JJDDNN en directo a traves de CDO.jpg · |  |  |
| serie 1-2             |                                                                  |                      |                                                                 | |  |  |
|                       |                                                                  |                      |                                                                 | |  |  |

| 14 de febrero de 2016 | Deportivo Valdivia                                                           | 91–81                | U de Concepción                                                   | |  |  |
|                       | Parciales: 27 - 18 26 - 19 19 - 19 19 - 25                                   |                      |                                                                   | |  |  |
|                       | Estadísticas ARNOLD LOUIS, Durrell Summers 23 ARNOLD LOUIS 8 Erik Carrasco 7 | Reporte Pts Reb Asts | Estadísticas 27 TRACY ROBINSON 11 Yamene Coleman 5 TRACY ROBINSON | Pabellón: Coliseo Antonio Azurmendy, Valdivia · Árbitros: Felipe Valenzuela, · Pedro Vásquez, · Cristian Espoz · Televisión: Archivo:2013-09-04 JJDDNN en directo a traves de CDO.jpg · |  |  |
| serie 2-2             |                                                                              |                      |                                                                   | |  |  |
|                       |                                                                              |                      |                                                                   | |  |  |

| 21 de febrero de 2016 | U de Concepción | 76–78 | Deportivo Valdivia | |  |  |
|                       | Parciales:      |       |                    | |  |  |
|                       |                 |       |                    | Pabellón: Casa del Deporte, Concepción · Árbitros: · Televisión: Archivo:2013-09-04 JJDDNN en directo a traves de CDO.jpg · |  |  |
| serie                 |                 |       |                    | |  |  |
|                       |                 |       |                    | |  |  |

| 28 de febrero de 2016 | Deportivo Valdivia | 83–79 | U de Concepción | |  |  |
|                       | Parciales:         |       |                 | |  |  |
|                       |                    |       |                 | Pabellón: Coliseo Antonio Azurmendy, Valdivia · Árbitros: · Televisión: Archivo:2013-09-04 JJDDNN en directo a traves de CDO.jpg · |  |  |
| serie                 |                    |       |                 | |  |  |
|                       |                    |       |                 | |  |  |

## Campeón y clasificado a la Liga Sudamericana de Clubes
| Campeón Club Deportivo Valdivia |

## Líderes individuales
A continuación se muestran los líderes individuales de la LNB 2014-2015.
| Categoría                      | Jugador          | Equipo | Partidos | Total |
| ------------------------------ | ---------------- | ------ | -------- | ----- |
| Mayor anotador                 | Bandera de Chile |        |          |       |
| Mayor Rebote                   | Bandera de Chile |        |          |       |
| Mayor Asistencias              | Bandera de Chile |        |          |       |
| Mayor anotador de Tiros Libres | Bandera de Chile |        |          |       |
| Mayor anotador de Triples      | Bandera de Chile |        |          |       |
| Mayor anotador de Dobles       | Bandera de Chile |        |          |       |